# Ōyama (Kanagawa)
Der Ōyama (jap. 大山) ist ein Bergmassiv am südwestlichen Rand des Tanzawa-Berglandes in der japanischen Präfektur Kanagawa.

## Geschichte

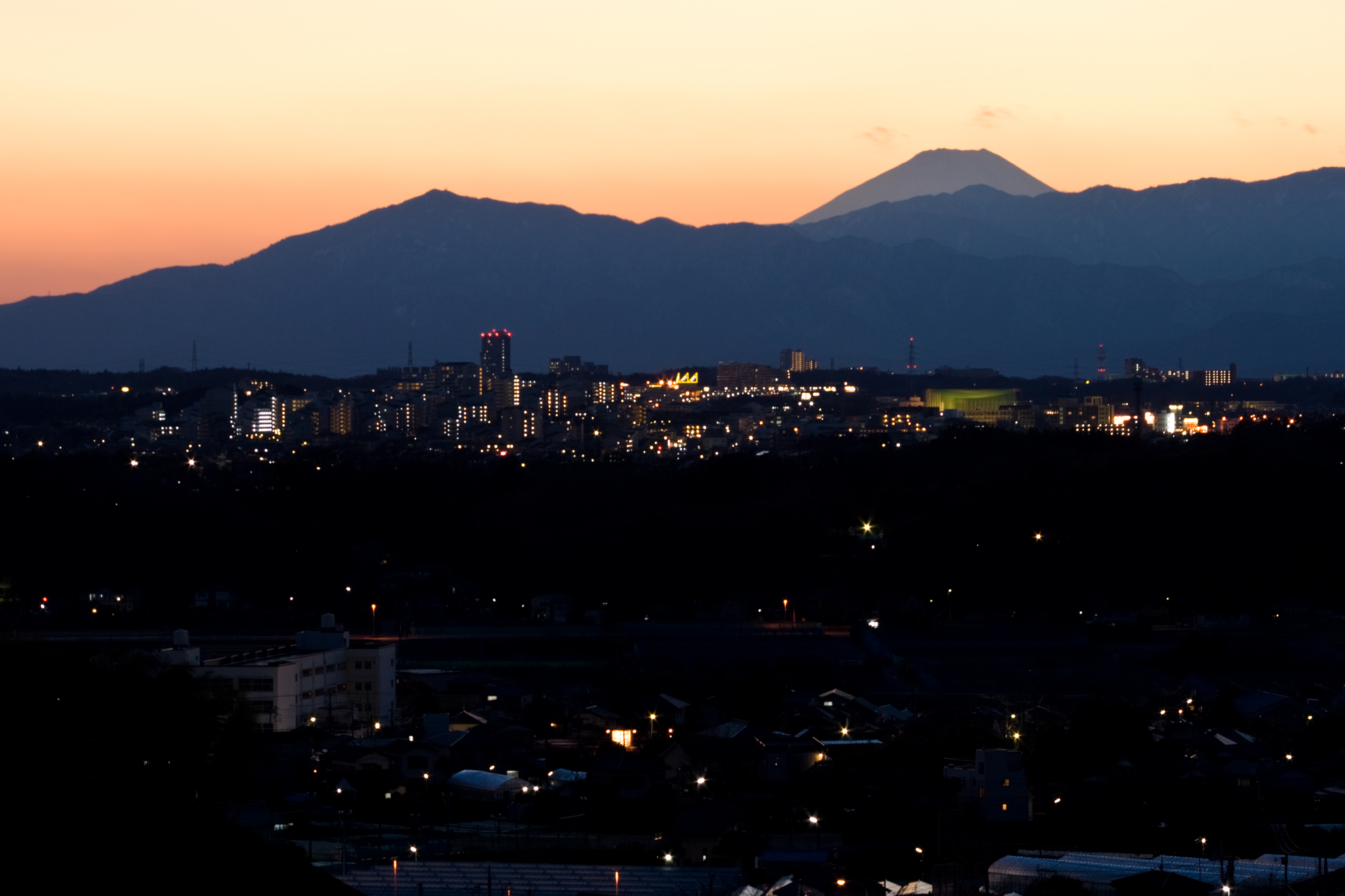
Ōyama und Fujisan von Yokohama (Tsuzuki-ku) gesehen.

Wegen seiner an den Fujisan erinnernden regelmäßigen Form wurde der Ōyama (wörtlich: „großer Berg“) schon in früher Zeit religiös verehrt. Seit der Hōreki-Ära (1751–1764) erfreuten sich Pilgerfahrten zum Ōyama und dem an seinem Südhang gelegenen Shintō-Schrein Ōyama-Afuri-jinja großer Beliebtheit. Zu diesem Zweck wurden Ōyama-Pilgerwege (Ōyama-michi, Ōyama-dō oder Ōyama-kaidō) aus verschiedenen Richtungen angelegt. In der Edo-Zeit wurden Pilgerfahrten zum Ōyama oft mit Reisen nach Enoshima kombiniert.

## Lage und Umgebung
Der Ōyama erhebt sich abrupt aus der südlichen Kantō-Ebene und ist daher vom Ballungszentrum Tokio-Yokohama auch bei mäßigen Sichtverhältnissen gut zu sehen. Von seinem Gipfel bietet sich ein Blick über die südliche Kantō-Ebene und die Sagami-Bucht. Vom übrigen Tanzawa-Gebirge ist der Ōyama durch den 761 m hohen Yabitsu-Pass getrennt.

## Erschließung und Besteigung
Von Südosten her führt eine Standseilbahn, die auf einer Strecke von 0,8 km 278 Höhenmeter überwindet, zum auf 700 m Höhe gelegenen unteren Schrein (下社) des Afuri-jinja. Die Talstation der Standseilbahn ist mit dem Bus vom Bahnhof Isehara der Odakyū Odawara-Linie zu erreichen. Zwischen der Bushaltestelle und der Talstation finden sich zahlreiche kleine Geschäfte, die heimische Spezialitäten und kunsthandwerkliche Erzeugnisse anbieten. Vom unteren Schrein führt ein Wander- bzw. Pilgerweg zum Gipfel, auf dem sich der Hauptschrein des Afuri-jinja befindet. Aus südwestlicher Richtung führt ein Wanderweg vom Yabitsu-Pass (Busverbindung nach Hadano) zum Gipfel, aus Richtung Osten führen Wanderwege vom zu Atsugi gehörenden Kōtakuji-onsen bzw. Nanasawa-onsen auf den Gipfel.